# Tempo Göttingen
Der Schachclub Tempo Göttingen von 1922 ist ein Schachverein aus der niedersächsischen Universitätsstadt Göttingen.
1922 gegründet ist nur wenig über die Anfangszeiten des Schachvereins Tempo Göttingen bekannt. Bis in die 1950er-Jahre war der Göttinger SV der höherklassiger spielende Schachverein aus Göttingen. Tempo Göttingen gewann jedoch gegen Ende der 1950er-Jahre die Mannschaftsmeisterschaft Niedersachsens. In der Saison 1976/77 spielte die erste Mannschaft des Vereins für ein Jahr in der höchsten deutschen Spielklasse, der damals noch viergeteilten Schachbundesliga, in der Spielzeit 2013/14 nahm sie am Spielbetrieb in der 2. Bundesliga Nord teil.
Vereinsabende finden im Göttinger Hotel Berliner Hof in der Nordstadt statt, Mannschaftskämpfe der 1. Mannschaft im Moritz-Jahn-Haus im Stadtteil Geismar in der Nähe des Museum am Thie.
Zu den Schachspielern, die für Tempo Göttingen gespielt haben, gehört der Großmeister Maarten Solleveld, die Internationalen Meister Haukur Angantýsson, Alexander Markgraf, Helmut Reefschläger und Martin Zumsande sowie der Internationale Fernschachmeister Manfred Schäfer.